# Salah Boubnider
Salah Boubnider, né en 1929 à Oued Zenati près de Guelma et mort le 27 mai 2005, est un combattant indépendantiste algérien.

## Biographie

### Engagement dans le mouvement national algerien
Il commence son parcours politique en 1945 dans les rangs du Parti du peuple algérien puis au sein du Mouvement pour le triomphe des libertés démocratiques et devint membre de l'Organisation Spéciale. Arrêté en 1950, il est emprisonné à Annaba puis à Alger jusqu'en 1952.
En février 1955, il rejoint les premiers groupes armés de l'Armée de libération nationale (ALN) sous la responsabilité de son compagnon de prison Youcef Zighoud et est chargé de l'organisation de la lutte armée dans le périmètre Constantine-Smendou-Oued Zénati-Khroubs où il se fait remarquer au cours des opérations réussies[Lesquelles ?] du 20 août 1955 ce qui lui a valu le surnom de « Sawt El Arab » par référence au nom de l'émission de propagande du Caire laquelle était connue pour ses incitations excessives d'encouragement aux combattants algériens comme cela a été souvent son cas inspirant lors des opérations militaires qu'il dirigeait. C'est alors qu'il connut plusieurs promotions successives, devint membre de l'état-major responsable militaire et finit par assumer la responsabilité de la Région du Nord-Constantinois (Wilaya II) succédant au colonel Ali Kafi après le départ de ce dernier à Tunis. Il fut ainsi le dernier chef de cette wilaya jusqu'à l'avènement de l'indépendance.
Il fut également l'un des exécutants, avec l'aide de BenMbarek Azzedine, de l'assassinat de Zighed Smain, adjoint de Zighoud Youcef qui a eu lieu le 4 novembre 1955 dans région d'El Milia (BeniSbih) dans le cadre des purges menées par le groupe dit de Oued Zenati contre le groupe des Constantinois. 

### Dans l'Algérie indépendante
Après l’indépendance du pays, il s'oppose à Ahmed Ben Bella (premier Président de l'Algérie indépendante) et à l'État-Major des frontières. Il est membre fondateur du premier parti d'opposition, le PRS (parti de révolution socialiste) dirigé par Mohamed Boudiaf lequel fut l'instigateur de la Révolution armée du 1er novembre 1954. Il est emprisonné avec ce dernier par Ben Bella à Saïda en 1963 et devint après sa libération membre du Commandement Arabe Unie au Caire[Quoi ?] (1964-1965) puis membre du Conseil de la Révolution issu du putsch militaire du 19 juin 1965 chargé au sein du Secrétariat Exécutif des organisations de masse du FLN parti unique. Éclaboussé par la tentative de putsch (1968) du Colonel Tahar Zbiri chef de l'État-Major de l'Armée (ANP) il se décida à se lancer dans des activités privées. Il reprit son action dans le cadre de l’édification nationale en devenant membre fondateur de la Ligue algérienne des droits de l’homme puis Président élu en 1997 de la commission nationale indépendante de surveillance des élections législatives (CNISEL). 
Ensuite sous la Présidence de Liamine Zéroual en 1998, il devient membre du Conseil de la nation (sénat) au titre du tiers présidentiel.Il démissionna de cette instance à la suite de l'adoption d'une loi répressive de la presse nationale sous la Présidense de Bouteflika. Durant cette période il participa activement à la création du Comité Citoyen pour la Défense de la République(CCDR)et en devint le Président. Il s'efforça à ce titre de rassembler les forces républicaines contre la candidature de Abdelaziz Bouteflika en soutenant celle de Ali Benflis. Ce dernier malheureux candidat populaire fut lâché à la dernière minute par la police politique d'un clan de l'Armée.

### Décès
Salah Boubnider s’est éteint le 27 mai 2005.